# Savigneux (Ain)
Savigneux is een gemeente in het Franse departement Ain (regio Auvergne-Rhône-Alpes). De plaats maakt deel uit van het arrondissement Bourg-en-Bresse. Savigneux telde op 1 januari 2022 1.459 inwoners.

## Geografie
De oppervlakte van Savigneux bedroeg op 1 januari 2022 14,75 vierkante kilometer; de bevolkingsdichtheid was toen 98,9 inwoners per km².
De onderstaande kaart toont de ligging van Savigneux met de belangrijkste infrastructuur en aangrenzende gemeenten.

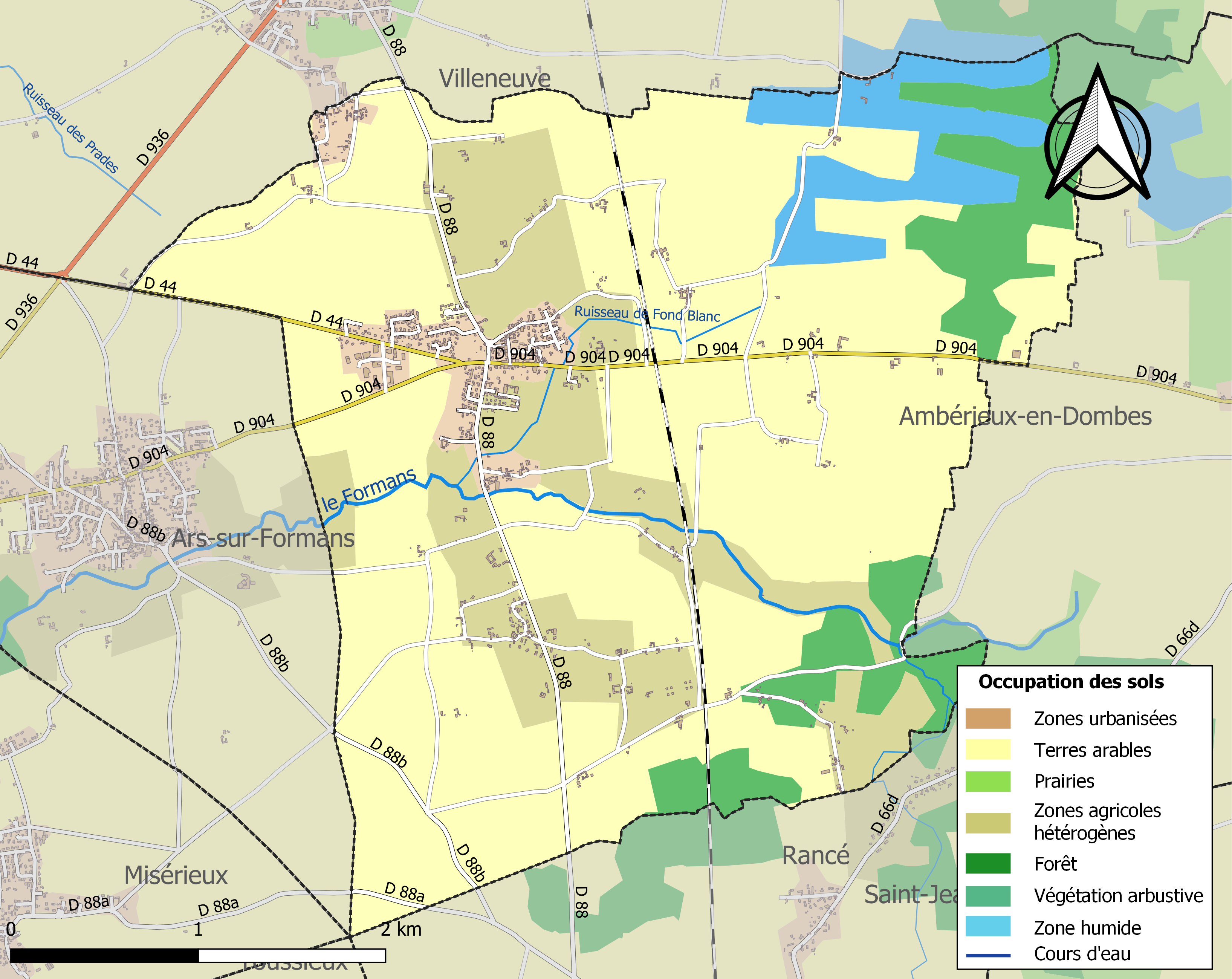

## Demografie
Onderstaande figuur toont het verloop van het inwonertal (bron: INSEE-tellingen).
Vanwege een beveiligingsprobleem met de MediaWiki Graph-software is het momenteel niet mogelijk deze grafiek weer te geven. Zodra de software is bijgewerkt zal de grafiek vanzelf weer zichtbaar worden.